# Miguel Pedro III Kasparian
Miguel Pedro III Kasparian (en armenio: Միքայէլ Պետրոս Գ. Գասպարեան, romanizado: Mikael Bedros Kasparian) (Alepo-Bzommar, 28 de noviembre de 1780) fue un religioso armenio, tercer patriarca catolicós de Cilicia de los armenios y cabeza de la Iglesia católica armenia.   

## Biografía
Luego de la muerte del patriarca Jacobo Pedro II Hovsepian ocurrida el 10 de junio de 1753, un sínodo conformado por los obispos armenios exiliados en el monasterio de Kreim eligió el 23 de junio de 1753 por unanimidad al monje Miguel Kasparian como nuevo patriarca. Como el elegido no era obispo, el sínodo lo nombró arzobispo de Alepo como paso previo a la elección patriarcal y luego fue consagrado obispo.
En la bula de confirmación del nombramiento y concesión del palio al nuevo patriarca, el papa Benedicto XIV objetó que el sínodo se hubiera extralimitado nombrando a Kasparian como arzobispo de Alepo, opinó que eso se debía a que los electores tenían la creencia errónea de que los patriarcas armenios católicos debían ser antes arzobispos de Alepo. Sin embargo, tras dictamen de la Congregación de Propaganda Fide absolvió a todos de las penas que podrían caberles y deshizo la elección como arzobispo de Alepo.
En 1755 ordenó obispos para Ajaltsije (Paul Leonian) y Amida o Diarbekir (Jean de Smyrne) y luego envió clérigos a ciudades como Estambul y Trebisonda. Estos nombramientos hicieron que Biagio Paoli, vicariato apostólico de Estambul y delegado apostólico, protestara la invasión de su jurisdicción. Kasparian notificó al papa que él consideraba que todos los armenios católicos estaban bajo su jurisdicción patriarcal. Para defender su posición viajó a Roma y el 30 de abril de 1759 realizó una alocución ante los cardenales de la Congregación de Propaganda Fide. El 9 de julio de 1759 la Propaganda Fide dictaminó que la jurisdicción del patriarca de Cilicia no se extendía más allá de Cilicia, Armenia Menor, Capadocia y Siria (Iurisdictionem patriarchae Ciliciae non extendi ultra Ciliciam, Armenian minorem, Cappadociam et Syriam). Por lo tanto, dicho patriarca no podía ejercer jurisdicción en las provincias del Ponto, Bitinia y Galacia (Ponti, Bithiniae, et Galatiae) que estaban sujetas a la jurisdicción del vicario apostólico de Constantinopla, que además tenía un delegado desde 1748 en Ajaltsije para los armenios del Cáucaso. Como Mesopotamia quedaba fuera de las fronteras que la Propaganda Fide le reconoció al patriarcado de Cilicia, cuando el papa Benedicto XIV el 20 de julio de 1760 aprobó el dictamen dispuso entregarle Mesopotamia en administración (con respecto a los armenios) por su voluntad (in administratione ad beniplacitum Sedis Apostolicae). Del mismo modo dispuso que a Egipto su jurisdicción se extendía per tolerantiam sanctae sedis a modo de indulgencia. Otro decreto de 22 de abril de 1769 dispuso agregar al patriarcado las regiones de Tokat y la villa exclusivamente católica de Perkenik en Asia Menor.
Entre los obispos que ordenó estuvieron los de Damasco (Pablo Cobbe), Mardin (Juan Tasbas, Joseph Balithian y Pierre Eliazarian) y Adana (Gregorio Kupelian). En 1771 inauguró la iglesia de la Santa María Asunta en Bzommar, ya que hasta entonces las ceremonias religiosas se realizaban en Kreim. Falleció el 16 de noviembre de 1780.
| Predecesor: Jacobo Pedro II Hovsepian | Patriarca de Cilicia de los Armenios 1753 - 1780 | Sucesor: Basilio Pedro IV Avkadian |